# Antonio Gasset Dubois
Antonio Gasset Dubois (Madrid, 19 de maig de 1946 - Madrid, 29 de setembre de 2021) va ser un periodista, presentador de televisió i crític de cinema espanyol. Va ser director i presentador del programa de TVE Días de cine, guardonat el 2002 amb el premi ATV al millor programa divulgatiu.

## Biografia
Era nebot segon del filòsof José Ortega y Gasset.
Durant els anys 1970 i començaments dels 1980 va participar en diverses pel·lícules i documentals espanyols com a actor, guionista o director. El 1994 va començar com a director del programa Días de cine amb Aitana Sánchez-Gijón com a presentadora de l'espai, a la qual va substituir un any més tard. El 23 de setembre de 2003 va estrenar l'espai televisiu Off Cinema, de nou dirigit i presentat pel mateix Gasset, i l'objectiu del qual era la divulgació del cinema independent.
El 20 de desembre de 2007 es va emetre el darrer Días de cine dirigit i presentat per Antonio Gasset que es va acollir a l'expedient de regulació d'ocupació de RTVE.
Una característica particular de la seva forma de presentar eren les sorprenents frases, en clau d'humor i ironia, que deixava anar sovint. Alguns exemples:
| « | Comencem amb una pel·lícula de les anomenades polèmiques, cosa que vol dir que a uns els agrada i a altres no, com totes. | Comenzamos con una película de las llamadas polémicas, que quiere decir que a unos les gusta y a otros no, como todas. | » |

| « | Hem arribat a la pausa. Allunyeu-vos del comandament a distància. Qualsevol temptació podria dur-vos a algun infern, fins i tot a espais electorals. | Llegó la pausa, alejaros del mando a distancia, cualquier tentación podría conduciros a algún infierno, incluidos espacios electorales. | » |

| « | Porteu-vos bé i si, per qualsevol raó, no podeu, seguiu portant-vos malament, la diferència és mínima. | Sed buenos, y si por lo que fuera no podéis, seguid siendo malos, la diferencia es mínima. | » |

| « | Fins al proper programa. No en sabem ni el dia ni l'hora, o sigui que, estiguin al cas! | Hasta el próximo programa. No sabemos ni qué día ni a qué hora nos pondrán, de modo que estén atentos. | » |

Casat i amb dos fills, va morir el 29 de setembre de 2021.

## Cinema

### Director
- Los hábitos del incendiario (1970), curtmetratge amb Emma Cohen

### Actor
- Handicap (1968), curtmetratge de Manolo Mariner
- Un, dos, tres, al escondite inglés (1970), d'Iván Zulueta
- Arrebato (1979), Dir: Iván Zulueta
- Gary Cooper, que estás en los cielos (1980), de Pilar Miró
- Tiempos duros en Ríos Rosas (1982), curtmetratge de Manolo Marinero
- Els passos perduts (2010), de Jordi Cadena

### Assistent director
- Gospel (1969), curtmetratge de Ricardo Franco
- Aspavientos (1969), curtmetratge d'Emilio Martínez-Lázaro
- Estado de sitio (1970), curtmetratge de Jaime Chávarri